# Banane (Album)
Banane ist das dritte Studioalbum von Demet Akalın. Es ist nach dem gleichnamigen Lied benannt und wurde am 12. Dezember 2004 unter dem Musiklabel Seyhan Müzik veröffentlicht. Das Album wurde rund 40.000-mal innerhalb der ersten 19 Tage verkauft.

## Inhalt
Das Album hat eine Laufzeit von ca. einer Stunde und enthält insgesamt vierzehn Lieder, von denen acht als Singleversionen erschienen. Die einzelnen Lieder handeln von Liebe, Gefühlen und Beziehungen. Für den Song Vuracak (tr. für: „Getroffen“) wurden jeweils zwei Versionen aufgenommen. Direktor des Albums ist Suat Aydoğan. 
Akalın arbeitete bei der Produktion des Albums sowie bei der Erstellung und dem Schreiben der Songtexte abermals mit Ersay Üner und Arzu Aslan zusammen. Serdar Ortaç schrieb die Texte für Bittim; die Sängerin Yıldız Tilbe produzierte und schrieb die Texte für die Lieder Bana Döneceksin, Vuracak sowie für Vuracak (New Version).

## Titelliste
| #   | Titel                 | Songschreiber      | Produzent          | Länge |
| --- | --------------------- | ------------------ | ------------------ | ----- |
| 1.  | Banane                | Burak Öksüzoğlu    | Burak Öksüzoğlu    | 4:33  |
| 2.  | Bana Döneceksin       | Yıldız Tilbe       | Yıldız Tilbe       | 3:38  |
| 3.  | Bittim                | Serdar Ortaç       | Serdar Ortaç       | 4:56  |
| 4.  | Bilmek İstiyorum      | Ersay Üner         | Ersay Üner         | 5:43  |
| 5.  | Pembe Dizi            | Ersay Üner         | Ersay Üner         | 4:08  |
| 6.  | Vuracak               | Yıldız Tilbe       | Yıldız Tilbe       | 3:46  |
| 7.  | Yalnızım              | Mehmet Takir Peker | Mehmet Takir Peker | 6:09  |
| 8.  | Taçsız Kral           | Burak Öksüzoğlu    | Burak Öksüzoğlu    | 4:15  |
| 9.  | Ninni                 | Sibel Alaş Aköz    | Sibel Alaş Aköz    | 4:59  |
| 10. | Aşkın Açamadığı Kapı  | Sude Bilge Demir   | Sude Bilge Demir   | 4:21  |
| 11. | Adam Gibi             | Ersay Üner         | Ersay Üner         | 5:27  |
| 12. | Bir Anda Sevmiştim    | Ersay Üner         | Ersay Üner         | 4:14  |
| 13. | Tamamdır              | Arzu Aslan         | Arzu Aslan         | 3:11  |
| 14. | Vuracak (New Version) | Yıldız Tilbe       | Yıldız Tilbe       | 4:48  |

## Verkäufe
| Land   | Verkäufe |
| ------ | -------- |
| Türkei | - 40.000 |

## Mitwirkende
Folgende Personen trugen zur Entstehung des Albums Banane bei.

### Musik
| - Gesang: Demet Akalın - Backgroundgesang: Burak Aziz, Ersay Üner, Tuğba Özerk, Zeynep Dizdar - Gitarre: Ayhan Günyıl - Cello: Özer Arkun | - Violine: İskender Şencemal - Oud: Ali Yılmaz - Klarinette: Bülent Altınbaş - Schlagzeug: Suat Aydoğan |

### Produktion
- Ausführende Produzenten: Bülent Seyhan, Demet Akalın
- Produktion: Bülent Seyhan, Demet Akalın
- Abmischung: Serdar Ağırlı
- Mastering: Muammer Tokmak